# Ernst Mielck
Ernst Mielck   (Víborg, 24 d'octubre de 1877 - Locarno, 22 d'octubre de 1899) va ser un compositor finlandès.
Va començar classes de piano a l'edat de deu anys; el 1891 va ser enviat a Sant Petersburg i més tard a Berlín, on va estudiar amb Max Bruch, un dels compositors més importants de l'època. Bruch va dir de Mielck que tenia "un estil senzill, feliç i notable per a la invenció". Mielck va tornar a Finlàndia el 1896. Tres anys més tard va morir de tuberculosi a Suïssa, només dos dies abans del seu 22è aniversari. Ocupa un lloc distingit entre els cultivadors de la música finlandesa.
Entre les seves produccions cal citar:
- Un quartet per a instruments d'arc;
- l'Obertura Macbeth;
- Un quintet per a instruments d'arc;
- Simfonia finlandesa;
- Obertura dramàtica;
- Concertstück per a violí i orquestra;
- Fantasia finlandesa;
- Suite finlandesa, etc., i algunes obres per a piano i cant.